# 3412 Кафка
3412 Кафка (3412 Kafka) — астероїд головного поясу, відкритий 10 січня 1983 року.
Тіссеранів параметр щодо Юпітера — 3,638.
Названо на честь письменника Франца Кафки